# Saxofridericia
Saxofridericia es un  género de plantas herbáceas pertenecientes a la familia Rapateaceae. Comprende 9 especies originarias del sur de América tropical.

## Especies de Saxofridericia
- Saxofridericia aculeata Körn., Linnaea 37: 457 (1872).
- Saxofridericia colombiana García-Barr. & L.E.Mora, Mutisia 22: 3 (1954).
- Saxofridericia compressa Maguire, Mem. New York Bot. Gard. 10(1): 25 (1958).
- Saxofridericia duidae Maguire, Mem. New York Bot. Gard. 10(1): 24 (1958).
- Saxofridericia grandis Maguire, Mem. New York Bot. Gard. 10(1): 26 (1958).
- Saxofridericia inermis Ducke, Arq. Inst. Biol. Veg. 4: 1 (1938).
- Saxofridericia petiolata Maguire, Mem. New York Bot. Gard. 10(1): 28 (1958).
- Saxofridericia regalis R.H.Schomb., Rapatea: 14 (1845).
- Saxofridericia spongiosa Maguire, Mem. New York Bot. Gard. 10(1): 26 (1958).